# دومينيك نايلور
دومينيك نايلور (بالإنجليزية: Dominic Naylor)‏ (12 أغسطس 1970 في المملكة المتحدة - ) هو لاعب كرة قدم بريطاني في مركز الظهير. لعب مع ستيفيناغ بوروه ونادي بارنت ونادي بليموث أرجايل ونادي غيلينغهام ونادي ليتون أورينت ونادي واتفورد ونادي هاليفاكس تاون وBasingstoke Town F.C. ‏ وسانت ألبانز سيتي وداغنهام وريدبريدج.

## وصلات خارجية
- دومينيك نايلور على موقع قاعدة بيانات كرة القدم.إي يو (الإنجليزية)
- دومينيك نايلور على موقع Soccerbase.com (لاعب) (الإنجليزية)